# 田納西州納什維爾聖殿
田納西納什維爾聖殿（Nashville Tennessee Temple）是耶穌基督後期聖徒教會的第84座聖殿。聖殿服務居住在田納西地區的約13,000人耶穌基督後期聖徒教會教徒。在2000年5月6日至13日的公開期間，田納西納什維爾聖殿吸引約25,000人參觀。聖殿總面積10,700平方英尺（990平方）。

## 外部連結
- Official Nashville Tennessee Temple page （页面存档备份，存于）
- Nashville Tennessee Temple page （页面存档备份，存于）